# Anomaloglossus kaiei
Anomaloglossus kaiei är en groddjursart som först beskrevs av Kok, Sambhu, Roopsind, Lenglet och Bourne 2006.  Anomaloglossus kaiei ingår i släktet Anomaloglossus och familjen Aromobatidae. IUCN kategoriserar arten globalt som livskraftig. Inga underarter finns listade i Catalogue of Life.